# 1. svibnja
1. svibnja (1. 5.) 121. je dan godine po gregorijanskom kalendaru (122. u prijestupnoj godini).
Do kraja godine imaju još 244 dana.

## Događaji
- 1786. – Mozartova opera Figarov pir praizvedena je u Beču.
- 1865. – Bartolomé Mitre, predsjednik Argentine, organizirao savez između Argentine i Urugvaja, koji je zajednički objavio rat Paragvaju.
- 1886. – početak općeg štrajka u Chicagu.
- 1940. – Rudolf Höss imenovan zapovjednikom sabirnog logora Auschwitz.
- 1960. – džez-pjevačica Peggy Lee u časopisu The New York Daily Newsu tvrdi: "Rock and roll blijedi.".
- 2004. – Cipar, Češka, Estonija, Latvija, Litva, Mađarska, Malta, Poljska, Slovačka i Slovenija se pridružile Europskoj uniji.
- 1995. – počela operacija Bljesak, u kojoj je u dva dana Hrvatska vojska oslobodila okupirani dio Zapadne Slavonije.

| - 1816. – Aleksander Terplan, slovenski književnik u Ugarskoj († 1858.) - 1819. – Ivan Trnski, hrvatski književnik († 1910.) - 1840. – Rose Monteiro, engleska sakupljačica biljaka i prirodoslovkinja († 1898.) - 1852. – Santiago Ramon y Cajal, španjolski znanstvenik († 1934.) - 1923. – Milan Kangrga, hrvatski filozof († 2008.) - 1924. – Anđelka Martić, hrvatska književnica i prevoditeljica († 2020.) - 1924. – Grégoire Kayibanda, ruandski političar († 1976.) - 1927. – Bernard Vukas, hrvatski nogometaš († 1983.) - 1941. – Maja Perfiljeva, hrvatska autorica pjesama († 2019.) - 1943. – Filip Lukenda, hrvatski katolički svećenik († 1995.) - 1948. – Davor Domazet-Lošo, hrvatski admiral i geostrateg - 1963. – Neven Ljubičić, hrvatski političar - 1981. – Alexandr Hleb, bjeloruski nogometaš - 1982. – Darijo Srna, hrvatski nogometaš - 1992. – Teya Dora, srpska pjevačica | - 1873. – David Livingstone, škotski misionar i istraživač (* 1813.) - 1921. – Dragutin Hirc, hrvatski prirodoslovac (* 1853.) - 1941. – Ivan Kuhar, hrvatski pisac i svećenik (* 1880.) - 1945. – Fran Binički, hrvatski svećenik, pisac (* 1875.) - 1945. – Jerry Mandy, američki filmski glumac (* 1892.) - 1951. – Takashi Nagai, japanski liječnik i književnik (* 1908.) - 1989. – Antonio Janigro, talijanski violončelist (* 1918.) - 1994. – Ayrton Senna, brazilski vozač trkaćih automobila (* 1960.) - 2011. – Osama bin Laden, muslimanski fundamentalist, osnivač Al Qaede (* 1955.) - 2022. – Ivica Osim, jugoslavenski i bosanskohercegovački nogometaš i trener (* 1941.) |

## Blagdani i spomendani
- Međunarodni praznik rada
- Dan grada Belišća
- Josip radnik
- Obiljetnica osnivanja Komunističke partije Jugoslavije

## Imendani
- Jeremija